# 라오어 위키백과

라오어 위키백과는 라오어로 운영되는 위키백과 언어판이다. 문서는 4706개이다.
기호는 lo이다.